# True Lies
True Lies är en amerikansk actionkomedifilm som hade biopremiär i USA den 15 juli 1994, skriven och regisserad av James Cameron.

## Handling
Harry Tasker (Arnold Schwarzenegger) är en agent, men hans fru Helen (Jamie Lee Curtis) tror att han arbetar som en försäljare inom databranschen. När Harry misstänker att hans fru är otrogen använder han sina kontakter för att ta reda på sanningen. 

## Om filmen
- Filmen hade Sverigepremiär 23 september 1994[7] på biografen Rigoletto i Stockholm.
- Baserad på filmen La Totale! från 1991.

## Rollista (i urval)
| Arnold Schwarzenegger | – Harry Tasker   |
| Jamie Lee Curtis      | – Helen Tasker   |
| Tom Arnold            | – Albert Gibson  |
| Bill Paxton           | – Simon          |
| Tia Carrere           | – Juno Skinner   |
| Art Malik             | – Salim Abu Aziz |
| Eliza Dushku          | – Dana Tasker    |
| Grant Heslov          | – Faisil         |
| Marshall Manesh       | – Jamal Khaled   |
| Charlton Heston       | – Spencer Trilby |